# DogMan – A kutyák ura
A DogMan – A kutyák ura (eredeti cím: DogMan) 2023-as angol nyelvű francia akció-filmdráma, melyet Luc Besson írt és rendezett. A főbb szerepekben Caleb Landry Jones, Jojo T. Gibbs, Christopher Denham, John Charles Aguilar és Grace Palma látható.
A filmet beválogatták a 80. Velencei Nemzetközi Filmfesztiválon az Arany Oroszlánért folyó versenybe,  ahol 2023. augusztus 31-én mutatták be. Franciaországban 2023. szeptember 27-én jelent meg. Általánosságban vegyes véleményeket kapott a kritikusoktól.

## Cselekmény
Douglas Munrow-t nemrég tartóztatták le egy autóban, pánt nélküli ruhában, szőke parókában és élénk fehér arcfestékkel. Gyilkosság- és betöréssorozattal vádolják. Evelyn pszichiáter hallgatja ki, akinek Doug elmeséli az életét.
Az immár kerekesszékbe kényszerült fiatalember élete során számos kudarcot és tragédiát szenvedett el. Gyermekkorában erőszakos apja bántalmazta és egyedül hagyta a kutyákkal, amelyek megvédték őt. Azóta a kutyák iránti szeretete nagyobb, mint az emberek iránt.

## Szereplők
- Caleb Landry Jones – Douglas "Doug" Munrow
  - Lincoln Powell – tinédzser Douglas
- Jojo T. Gibbs – Evelyn[7]
- Christopher Denham – Ackerman
- Clemens Schick – Mike Munrow
- Grace Palma – Salma Bailey
- Marisa Berenson[8] – arisztokrata nő
- John Charles Aguilar[7] – El Verdugo
- Alexander Settineri – Richie Munrow
- Michael Garza – Juan

## A film készítése
A filmet 2022 februárjától júliusáig a franciaországi Essonne-ban, majd 2022 júniusában a New Jersey állambeli Newarkban forgatták virtuálisan.

## Díjak és jelölések
| Díj                    | Ünnepség dátuma     | Kategória                                     | Átvevő(k)  | Eredmény | forrás |
| ---------------------- | ------------------- | --------------------------------------------- | ---------- | -------- | ------ |
| Velencei Filmfesztivál | 2023. szeptember 9. | Arany oroszlán                                | Luc Besson | Jelölve  | [ 11 ] |
| Velencei Filmfesztivál | 2023. szeptember 9. | Queer Lion                                    | Luc Besson | Jelölve  | [ 12 ] |
| Velencei Filmfesztivál | 2023. szeptember 9. | Fanheart3-díj - Aranykapocs a legjobb filmért | Luc Besson | Elnyerte | [ 13 ] |

## Fordítás
- Ez a szócikk részben vagy egészben  a   Dogman (2023 film) című angol Wikipédia-szócikk fordításán alapul.  Az eredeti cikk szerkesztőit annak laptörténete sorolja fel. Ez a jelzés csupán a megfogalmazás eredetét és a szerzői jogokat jelzi, nem szolgál a cikkben szereplő információk forrásmegjelöléseként.